# Julien Lescarret
Ne pas confondre avec Laurent Lescarret, dit Doriand.
Julien Lescarret, né le 18 août 1980 à Pessac (Gironde), est un matador français.
Il est célèbre pour sa carrière d’écarteur[réf. nécessaire].

## Présentation
Il commence sa carrière en habit de lumières le 24 août 1997 dans les arènes de Saint-Sever par une novillada non piquée. Il commence les novilladas piquées le 2 juillet 2000 à Brocas à l'âge de 20 ans face à des novillos de Sánchez Cobaleda. Le 20 août 2000, il prend part à une novillada à Saint-Sever avec les novilleros Abraham Barragan et Luis Vital Procuna face à des novillos de Pilar Población. Le 24 février 2001, il est présenté à Nîmes lors d'une novillada avec des toros d'Hubert Yonnet. Le 19 août 2001, il participe pour la seconde année consécutive à la novillada des Fêtes de la Saint Jean à Saint-Sever avec les novilleros Anton Cortés et Salvador Vega et des novillos de la ganaderia Garcigrande. Il prend l'alternative le 7 juillet 2002 à Eauze (France, Gers) face à des toros d'El Torero et finit la corrida avec deux silences. Pour autant, Julien Lescarret n'en demeure pas moins un torero courageux habitué aux corridas avec des ganaderias dures. Natif de Pessac, il est apprécié dans le sud ouest de la France et signe de belles faenas dans les arènes de la région. Toutefois, il ne torée que très peu en Espagne.
Le 29 février 2004, il est récompensé de 2 oreilles pour son combat lors du festival de Nîmes aux côtés des toreros Litri, Rafael Camino, Jesulin de Ubrique, César Jiménez et Salvador Vega. Il obtint l'indulto d'un toro de Javier Perez Tabernero aux arènes Nimeño II d'Eauze le 3 juillet 2005. Il sera récompensé de sa faena par deux oreilles et queue symboliques. Le 10 juillet 2005, il confirme son alternative dans les arènes de Madrid face à des toros d'El Romeral avec comme parrain, Jose Luis Moreno et Sergio Aguilar comme témoin. Il se blesse gravement le 31 juillet 2005 aux arènes de Beaucaire avec des toros d'Hubert Yonnet. Par conséquent, il doit mettre un terme à sa saison.
Il se blesse au poignet gauche le 15 août 2010 face aux taureaux de Miura se fracturant le scaphoïde.
Julien Lescarret est papa d'un petit Léo, né à Bayonne le 8 octobre 2009. Il est parrain de l'association des familles des traumatisés crâniens.
Julien Lescarret annonce en octobre 2011 qu'il arrêtera sa carrière de torero en septembre 2012, à la fin de la temporada. Une temporada 2012, comme un tour d'adieu à son public, que le torero fera sans son ancien apoderado Olivier Baratchart. L'année 2012 représente ses 20 ans de carrière rythmée de hauts et de bas, mais aussi de blessures et de triomphes après ses débuts dans l'arène en mai 1992 du côté de Tolède, mais aussi ses dix ans d'alternative et sa 100e corrida européenne. Il est aujourd'hui consultant sur la tauromachie.

## Carrière
- 2000 : 8 novillada (toutes en France) - 6 oreilles ;
- 2001 : 36 novilladas (11 en Espagne, 1 au Mexique et 24 en France) - 22 oreilles ;
- 2002 : 11 novilladas (dont 5 en Espagne) - 6 corridas (5 en France - 1 en Espagne) - 10 oreilles ;
- 2003 : 9 corridas (toutes en France), 7 oreilles ;
- 2004 : 13 corridas - 7 oreilles ;
- 2005 : 9 corridas - 32 oreilles - 1 queue ;
- 2006 : 14 corridas - 5 oreilles.

## Publication
- Julien Lescarret, Au risque de soi, Vauvert, France, Éditions Au Diable Vauvert, 2012, 128 p.  (ISBN 978-2-84626-405-1)

## Filmographie
- Julien Lescarret apparaît dans l'épisode 10 de la saison 6 de la série télévisée Section de recherches aux côtés de Xavier Deluc. Il y incarne Sébastien Ochoa, dit « El Vasco », le matador qui est retrouvé assassiné dans l'arène.